# Lurdes Maria Bessa

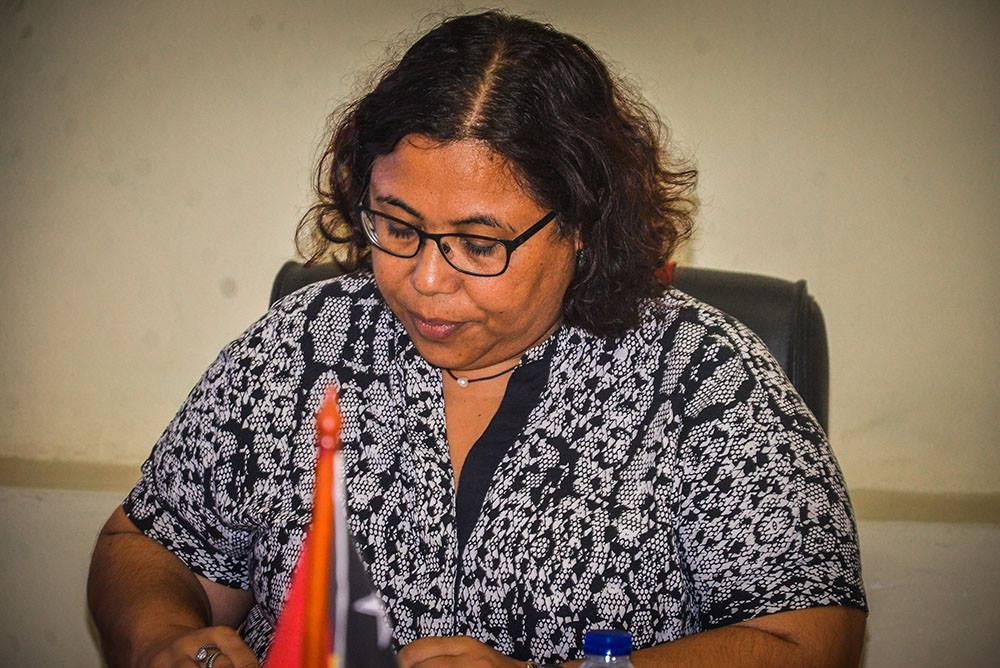
Lurdes Maria Bessa (2017)

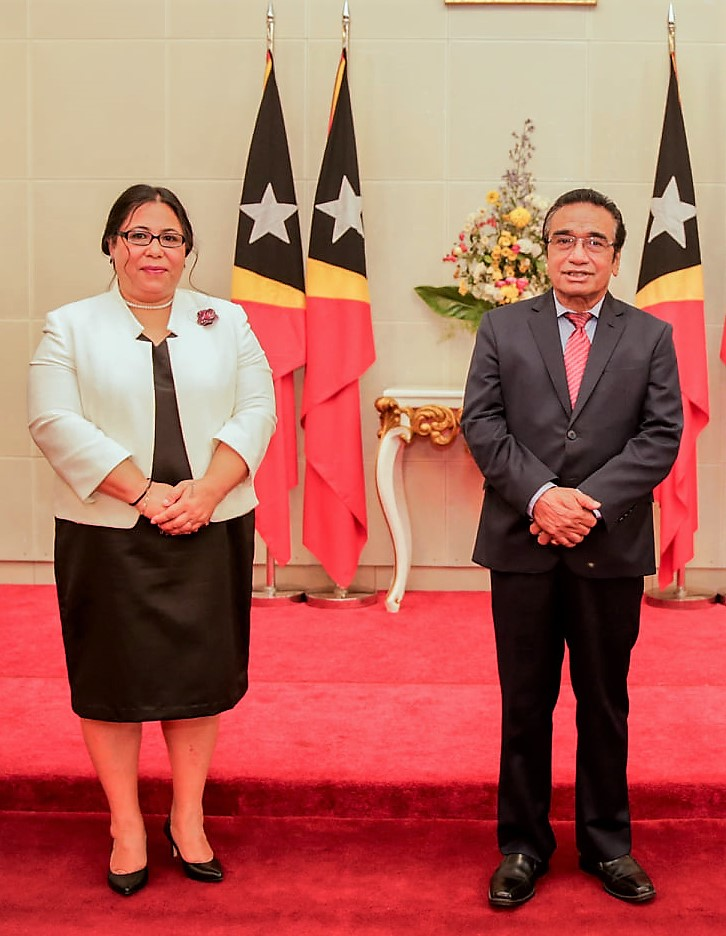
Bessa mit Präsident Francisco Guterres (2021)

Maria Lurdes Martins de Sousa Bessa (* 3. August 1973) ist eine Diplomatin, Politikerin aus Osttimor und stellvertretende Vorsitzende der Partei Partido Democrático (PD).

## Werdegang
Bessa ging auf die Escola Secundária do Cerco do Porto zur Schule und besuchte danach die Fakultät für Literaturwissenschaften der Universität Porto. Später arbeitete sie für Radiodifusão Portuguesa (RDP), Beraterin der UNTAET und dann für die Botschaft der Vereinigten Staaten in Osttimor tätig.
Von 2012 bis 2017 war Bessa Abgeordnete des Nationalparlaments Osttimors, Fraktionschefin der PD und Leiterin der Kommission für Außenangelegenheiten, Verteidigung und Nationale Sicherheit (Kommission B). Bei den Wahlen 2017 wurde Bessa nicht mehr auf der Wahlliste der PD aufgestellt und schied damit aus dem Parlament aus.
Bei der Organisation South East Asian Parlamentarians against Corruption SEAPAC ist sie im Vorstand die Schatzmeisterin.

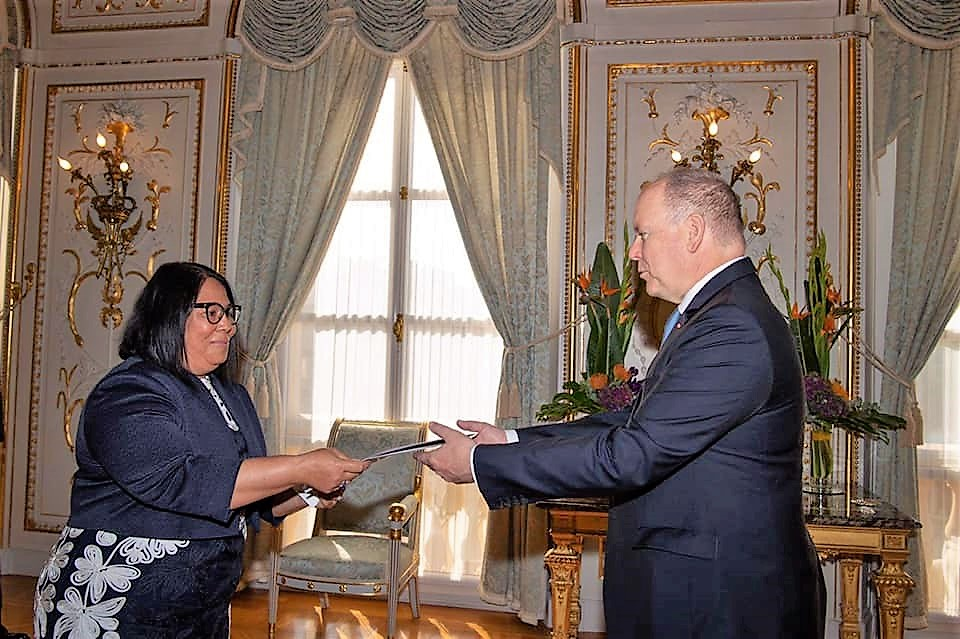
Botschafterin Bessa bei Fürst Albert II. (2022)

Am 15. September 2017 wurde Bessa zur stellvertretenden Bildungsministerin vereidigt. Ihre Amtszeit endete mit Antritt der VIII. Regierung Osttimors am 22. Juni 2018. Danach war sie drei Jahre lang Beraterin des Staatspräsidenten, bevor sie am 13. August 2021 zur Ständigen Vertreter Osttimors bei den Vereinten Nationen in Genf ernannt wurde. Das Amt beinhaltet auch den Botschafterposten in der Schweiz und Monaco. Ihre Akkreditierung bei den Vereinten Nationen übergab Bessa am 25. Oktober 2021, für die Schweiz am 11. Januar 2022 und für Monaco am 26. April 2022.
Am 12. Februar 2025 wurde António da Conceição, ihr Nachfolger als Vertreter Osttimors in Genf vereidigt. Dafür wurde Bessa am 29. Juli zur Botschafterin in Belgien und bei der Europäischen Union ernannt.

## Sonstiges
Bessa ist Vizepräsidentin des Sporting Clube de Timor.
2024 wurde ihr der Ordem de Timor-Leste (Collar) verliehen.